# Arturo Bragaglia
Pour les articles homonymes, voir Bragaglia.
Arturo Bragaglia (né le 7 janvier 1893 à Frosinone, dans le Latium et mort à Rome le 21 janvier 1962) est un acteur italien.

## Biographie
Arturo Bragalia est le frère d'Anton Giulio et de Carlo Ludovico Bragaglia.

## Filmographie partielle
- 1940 : Il capitano degli ussari de Sándor Szlatinay
- 1940 : Centomila dollari  de Mario Camerini
- 1940 : Madeleine, zéro de conduite (Maddalena… zero in condotta), de Vittorio De Sica
- 1940 : Una famiglia impossibile de Carlo Ludovico Bragaglia
- 1940 : La danza dei milioni de Camillo Mastrocinque
- 1941 : L'Acteur disparu (L'attore scomparso) de Luigi Zampa
- 1941 : Les Pirates de Malaisie (I pirati della Malesia) d'Enrico Guazzoni
- 1941 : Beatrice Cenci de Guido Brignone
- 1941 : Scampolo de Nunzio Malasomma
- 1942 : La donna è mobile  de Mario Mattoli
- 1942 : Dans les catacombes de Venise (I due Foscari) d'Enrico Fulchignoni
- 1950 : Les Six Femmes de Barbe Bleue (Le sei mogli di Barbablù) de Carlo Ludovico Bragaglia
- 1951 : Il mago per forza de Marino Girolami, Marcello Marchesi et Vittorio Metz
- 1951 : Bellissima, de Luchino Visconti
- 1952 : Cour martiale (Il segreto delle tre punte) de Carlo Ludovico Bragaglia
- 1952 : Heureuse Époque (Altri tempi - Zibaldone n. 1) d'Alessandro Blasetti
- 1953 : Le Retour de don Camillo (Il ritorno di don Camillo), de Julien Duvivier
- 1953 : L'Ennemi public numéro un, de Henri Verneuil
- 1953 : Il n'est jamais trop tard (Non è mai troppo tardi) de Filippo Walter Ratti
- 1953 : La Route du bonheur (Saluti e baci), de Maurice Labro et Giorgio Simonelli
- 1954 : Orient-Express de Carlo Ludovico Bragaglia
- 1955 : La Veine d'or (La vena d'oro), de Mauro Bolognini
- 1955 : Les Aventures et les Amours de Casanova (Le avventure di Giacomo Casanova) de Steno
- 1957 : Les Mystères de Paris (I misteri di Parigi) de Fernando Cerchio
- 1960 : Les Amours d'Hercule (Gli Amori di Ercole), de Carlo Ludovico Bragaglia.
- 1961 : Les Deux Brigadiers (I due marescialli) de Sergio Corbucci